# Torneig de les Sis Nacions 2001
El Torneig de les Sis Nacions 2001 va ser la segona edició del Torneig de les Sis Nacions. Si s'inclouen les anteriors edicions del Quatre Nacions i Cinc Nacions, aquesta va ser la 107a edició d'aquest històric campionat de l'Hemisferi Nord. El torneig va patir els efectes d'un brot de glosopeda a Gran Bretanya que van suposar grans restriccions al trànsit de persones, especialment entre Gran Bretanya i Irlanda, el que va provocar que els tres partits d'Irlanda contra les tres seleccions britàniques es posposin fins que l'epidèmia fos controlada. Aquests partits van ser llavors jugats als mesos setembre i octubre. El torneig abans d'aquests partits posposats suposaven una victòria anglesa sense perdre cap partit, però el darrer match caigué del cantó irlandès amb el qual va empatar a punts amb els anglesos, però van perdre els del trèvol per diferència punts.

## Classificació
| Lloc | Selecció   | Partits | Partits  | Partits  | Partits | Punts   | Punts     | Punts | Punts   | Taula de punts |
| Lloc | Selecció   | Jugats  | Guanyats | Empatats | Perduts | A favor | En contra | dif.  | assajos | Taula de punts |
| ---- | ---------- | ------- | -------- | -------- | ------- | ------- | --------- | ----- | ------- | -------------- |
| 1    | Anglaterra | 5       | 4        | 0        | 1       | 229     | 80        | +149  | 28      | 8              |
| 2    | Irlanda    | 5       | 4        | 0        | 1       | 129     | 89        | +40   | 11      | 8              |
| 3    | Escòcia    | 5       | 2        | 1        | 2       | 92      | 116       | -24   | 8       | 5              |
| 4    | Gal·les    | 5       | 2        | 1        | 2       | 125     | 166       | -41   | 10      | 5              |
| 5    | França     | 5       | 2        | 0        | 3       | 115     | 138       | -23   | 9       | 4              |
| 6    | Itàlia     | 5       | 0        | 0        | 5       | 106     | 207       | -101  | 8       | 0              |

### Jornada 1
| Itàlia                                                                        | 22–41 | Irlanda                                                                           | 3 de febrer 2001 - Stadio Flaminio, Roma |
| Assaigs: Ma. Bergamasco, Checcinato, Pilat Con: Ramiro Pez (2) CC: Ramiro Pez |       | Assaigs: Henderson (3), Horgan, O'Gara Con: Ronan O'Gara (2) CC: Ronan O'Gara (4) | 3 de febrer 2001 - Stadio Flaminio, Roma |

| Gal·les                                                       | 15–44 | Anglaterra                                                                                 | 3 de febrer 2001 - Millennium Stadium, Cardiff |
| Assaigs: Howley, Quinnell Cons: Neil Jenkins CC: Neil Jenkins |       | Assaigs: Greenwood (3), Dawson (2), Cohen Con: Jonny Wilkinson (4) CC: Jonny Wilkinson (2) | 3 de febrer 2001 - Millennium Stadium, Cardiff |

| França                                                                              | 16–6 | Escòcia             | 4 de febrer 2001 - Stade de France, París |
| Assaig: Philippe Bernat-Salles Con: Christophe Lamaison CC: Christophe Lamaison (3) |      | CC: Kenny Logan (2) | 4 de febrer 2001 - Stade de France, París |

### Jornada 2
| Irlanda                                                         | 22–15 | França                                                                          | 17 de febrer 2001 - Lansdowne Road, Dublín |
| Assaig: Brian O'Driscoll Con: Ronan O'Gara CC: Ronan O'Gara (5) |       | Assaigs: Bernat-Salles, Pelous Con: Christophe Lamaison CC: Christophe Lamaison | 17 de febrer 2001 - Lansdowne Road, Dublín |

| Anglaterra | 80–23 | Itàlia                                                                            | 17 de febrer 2001 - Twickenham, Londres |
| Assaigs: Balshaw (2), Cohen, Dallaglio, Greenwood, Healey (2), Regan, Wilkinson, Worsley Con: Jonny Wilkinson (9) CC: Jonny Wilkinson (4) |       | Assaigs: Checchinato, Dallan Con: Andrea Scanavacca (2) CC: Andrea Scanavacca (3) | 17 de febrer 2001 - Twickenham, Londres |

| Escòcia                                                           | 28–28 | Gal·les                                                                       | 17 de febrer 2001 - Murrayfield, Edimburg |
| Assaigs: McLaren, Smith, Paterson Con: Logan, Hodge CC: Logan (3) |       | Assaig: Taylor Con: Neil Jenkins CC: Neil Jenkins (4) Drops: Neil Jenkins (3) | 17 de febrer 2001 - Murrayfield, Edimburg |

### Jornada 3
| Itàlia                                                                | 19–30 | França                                                                                             | 3 de març 2001 - Stadio Flaminio, Roma |
| Assaig: Massimo Perziano Con: Diego Domínguez CC: Diego Domínguez (4) |       | Assaigs: Bernat-Salles, Bonetti, Sadourny Con: Christophe Lamaison (3) CC: Christophe Lamaison (3) | 3 de març 2001 - Stadio Flaminio, Roma |

| Anglaterra                                                                                        | 43–3 | Escòcia          | 3 de març 2001 - Twickenham, Londres |
| Assaigs: Balshaw (2), Dallaglio (2), Greenwood, Hill Con: Jonny Wilkinson (5) CC: Jonny Wilkinson |      | CC: Duncan Hodge | 3 de març 2001 - Twickenham, Londres |

### Jornada 4
| França                                                                                 | 35–43 | Gal·les | 17 de març 2001 - Stade de France, París |
| Assaigs: Bernat-Salles, Bonetti Con: Lamaison, Merceron CC: Merceron (4), Lamaison (3) |       | Assaigs: Howley, Jenkins, James, Quinnell Con: Neil Jenkins (4) CC: Neil Jenkins (3) Drops: Neil Jenkins (2) | 17 de març 2001 - Stade de France, París |

| Escòcia                                | 23–19 | Itàlia                                                                | 17 de març 2001 - Murrayfield, Edimburg Àrbitre: Joel Dume |
| Assaig: Tom Smith CC: Duncan Hodge (6) |       | Assaig: Mauro Bergamasco Con: Diego Domínguez CC: Diego Domínguez (4) | 17 de març 2001 - Murrayfield, Edimburg Àrbitre: Joel Dume |

### Jornada 5
| Anglaterra | 48–19 | França                                                                                               | 7 de abril 2001 - Twickenham, Londres · Àrbitre: Tappe Henning reemplazado por David McHugh por lesión |
| Assaigs: Balshaw, Catt, Cohen, Greening, Greenwood, Hill, Perry Cons: Jonny Wilkinson (7) CC: Jonny Wilkinson (3) Drops: Jonny Wilkinson |       | Assaigs: Philippe Bernat-Salles Cons: Gerald Merceron CC: Gerald Merceron (3) Drops: Gerald Merceron | 7 de abril 2001 - Twickenham, Londres · Àrbitre: Tappe Henning reemplazado por David McHugh por lesión |

| Itàlia                                                                  | 23–33 | Gal·les                                                          | 8 de abril 2001 - Stadio Flaminio, Roma · Àrbitre: Paul Honiss |
| Assaig: Carlo Checchinato CC: Diego Domínguez (5) Drop: Diego Domínguez |       | Assaigs: Cooper (2), Gibbs Con: Jenkins (3) CC: Neil Jenkins (4) | 8 de abril 2001 - Stadio Flaminio, Roma · Àrbitre: Paul Honiss |

### Partits ajornats
| Escòcia                                                                                    | 32–10 | Irlanda                                                      | 22 de septiembre 2001 - Murrayfield, Edimburg Àrbitre: Chris White |
| Assaigs: Henderson, J. Leslie, Poutney, Smith Con: Paterson (2), Townsend CC: Paterson (2) |       | Assaig: Girvan Dempsey Con: David Humphreys CC: Ronan O'Gara | 22 de septiembre 2001 - Murrayfield, Edimburg Àrbitre: Chris White |

| Gal·les               | 6–36 | Irlanda                                                                   | 13 d'octubre 2001 - Millennium Stadium, Cardiff · Àrbitre: Jonathan Kaplan |
| CC: Stephen Jones (2) |      | Assaigs: Hickie, Horgan, O'Driscoll Cons: Humphreys (3) CC: Humphreys (5) | 13 d'octubre 2001 - Millennium Stadium, Cardiff · Àrbitre: Jonathan Kaplan |

| Irlanda                                          | 20–14 | Anglaterra                                    | 20 d'octubre 2001 - Lansdowne Road, Dublín · Àrbitre: Paul Honiss |
| Assaig: Keith Wood CC: Humphreys (3), O'Gara (2) |       | Assaig: Austin Healey CC: Jonny Wilkinson (3) | 20 d'octubre 2001 - Lansdowne Road, Dublín · Àrbitre: Paul Honiss |